# Kutchubaea montana
Espèce
Statut de conservation UICN

 VU D2 : Vulnérable
Kutchubaea montana est une espèce de plantes de la famille des Rubiaceae.